# Jeremy Jordan
Jeremy Michael Jordan (Corpus Christi, Texas, 1984. november 20. –) amerikai színész, legismertebb szerepe "Winslow 'Winn' Schott" a Supergirl című sorozatban.

## Életpályája
Jeremy Jordan Texasban nőtt fel. 2007-ben diplomázott a Musical Theatre from Ithaca College-ben. Nem sokkal később megkapta első színházi szerepét a Broadwayn, a "Rock of Ages" című darabban. 2009 decemberében otthagyta a West Side Story-t, Tony-t játszotta. 2011 novemberében megkapta Clyde Barrow szerepét a Broadway Bonnie & Clyde című musicalében. 2012-ben Jack Kellyt alakította, szintén egy Broadway musicalben, a "Newsies"-ben, amit a Nederlander Theatre-ben játszottak. Négy hónapos futása alatt Jordan játszotta Jimmy Collinst a "Kasszasiker" (Smash) című sorozat második évadában. Nagyvásznon 2014-ben debütált, amikor is szerepelt Az utolsó öt év (The Last Five Years) filmadaptációjában, melyben Anna Kendrick is szerepelt, a rendező pedig Richard LaGaranese volt. A televízióban, 2014-ben vendégszerepet kapott az Esküdt ellenségek: Különleges ügyosztály sorozatban. 2015-ben kezdte forgatni a Supergirl című televíziós sorozatot, amelyben Winn Schottnak, Supergirl legjobb barátjának a szerepét alakítja. Jeremy szabadidejében debütáló albumán dolgozik.

## Szerepei
| Év        | Cím                                                       | Szerep                               | Megjegyzés                 |
| --------- | --------------------------------------------------------- | ------------------------------------ | -------------------------- |
| 2015-2020 | Supergirl                                                 | Winn Schott                          | TV sorozat, 43 epizód      |
| 2017      | Aranyhaj: A sorozat                                       | Varian                               | TV sorozat, 2 epizód, hang |
| 2017      | Flash – A Villám                                          | Winn Schott/Grady                    | TV sorozat, epizódszerep   |
| 2017      | Disney's Newsies the Broadway Musical                     | Jack Kelly                           |                            |
| 2015      | Beth and Charly                                           | Will                                 | TV sorozat, epizódszerep   |
| 2015      | Emily & Tim                                               | Phayer (Segment 1)                   |                            |
| 2008-2015 | Esküdt ellenségek: Különleges ügyosztály                  | Skye Adderson/Doug Walshen           | TV sorozat, 2 epizód       |
| 2014      | Big Cheat                                                 | Brett                                | rövidfilm                  |
| 2014      | Az utolsó öt év                                           | Jamie Wellerstein                    |                            |
| 2014      | Russian Broadway Shut Down                                | Piotr the Athlete                    | rövidfilm                  |
| 2013      | Sherlock és Watson                                        | Joey Castro                          | TV sorozat, epizódszerep   |
| 2013      | Kasszasiker                                               | Jimmy Collins                        | TV sorozat, 17 epizód      |
| 2013      | It Could Be Worse                                         | Luke                                 | TV sorozat, 2 epizód       |
| 2013      | Downton Abbey at 54 Below: Season 4, Episode 1 Sneak Peak | Tom Cullen (Lord Anthony Gillingham) | rövidfilm                  |
| 2012      | Örömzene                                                  | Randy Garrity                        |                            |
| 2011      | Submissions Only                                          | Levi Murney                          | TV sorozat, epizódszerep   |

## További információ
- Hivatalos oldal
- Jeremy Jordan a Facebookon
- Jeremy Jordan az Internetes Szinkronadatbázisban (magyarul)
- Jeremy Jordan az Internet Movie Database-ben (angolul)
- Jeremy Jordan a Rotten Tomatoeson (angolul)